# ハイヒバゴケ
ハイヒバゴケ (Hypnum cupressiforme) は、世界的な非常に広い分布を持つコケ植物である。南極大陸以外のすべての大陸で見られ、生息環境や気候帯も多岐に渡る。通常は木の幹や丸太、壁、岩、その他の表面などで生育する。酸性の環境を好み、公害にも耐性がある。かつては枕やマットレスの中身に使われたことがあり、属名のHypnumはギリシア神話の睡眠の神であるヒュプノスにちなむ。

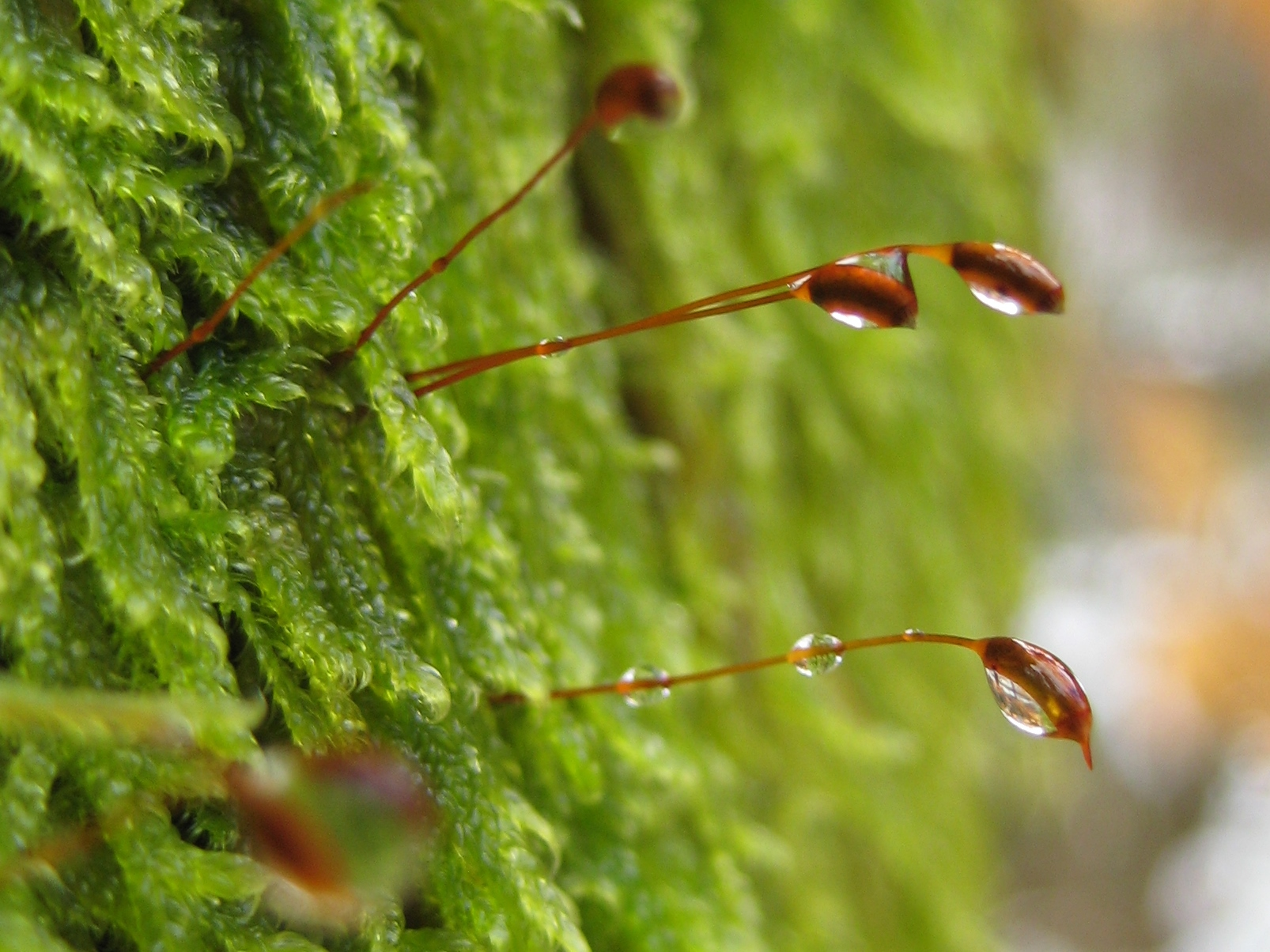
胞子嚢

コケとしては小型から中型で、2cmから10cmの長さになる。茎は分岐し、イトスギのような葉に覆われている。側果性でほふく性であり、滑らかで濃密な3mmから0.6mm、長さ1.0mmから2.1mm程度である。葉は凹面で鎌のような形であり、上部が先細になっている。側枝の葉はより小さくて細い。胞子を含んだ若干曲がった円筒形の胞子嚢を付ける。胞子嚢は1.7mmから2.4mmの長さで、0.6mmから0.9mmの蓋のような蘚蓋を持つ。雌雄異体であり、雄体と雌体では構造が異なる。ハイヒバゴケは、非常に変異が多い種であり、多くの亜種が記載されている。